# Aomar Mohammedi
 (avril 2025).
Motif : Selon l'état actuel, le sourçage est très faible.
- Archive Wikiwix
- Bing
- Cairn
- DuckDuckGo
- E. Universalis
- Gallica
- Google
- G. Books
- G. News
- G. Scholar
- Persée
- Qwant
- (zh) Baidu
- (ru) Yandex
- (wd) trouver des œuvres sur Wikidata

| 1. | Préciser le motif de la pose du bandeau. | Précisez le motif de la pose du bandeau en utilisant la syntaxe suivante : {{admissibilité à vérifier\|date=avril 2025\|motif=remplacez ce texte par le motif}}                      |
| 2. | Informer les utilisateurs concernés.     | Pensez à avertir le créateur de l'article, par exemple, en insérant le code ci-dessous sur sa page de discussion : {{subst:avertissement admissibilité à vérifier\|Aomar Mohammedi}} |

Pour les articles homonymes, voir Mohammedi.
Aomar Mohammedi est un écrivain-scénariste algérien d’origine kabyle, né le 27 septembre 1970 à M'Chedallah, wilaya de Bouira en Algérie.  
Il est polyglotte (kabyle, français, anglais, espagnol, turc, italien) licence d’anglais puis BTS de tourisme. Il a participé en plusieurs manifestations sportives en France et à l’étranger. Il pratique le karaté depuis 1993 et la boxe thaï depuis 2000. Niveau 4e dan de karaté, et il a participé à plusieurs compétitions en Europe (France-Espagne-Italie-Belgique).
Il est entraîneur de karaté depuis 2015.

## Accueil critique
Pour Kaddour M'Hamsadji, l'ouvrage de Aomar Mohammedi, France...Terre d´écueils avec comme sous-titre Errances et souffrances d´un jeune immigré clandestin, est une leçon « assez ambiguë à mon sens et peu convaincante par son écriture et par ses objectifs ».

## Ouvrages
- France…terre d’écueils (adapté en bande dessinée, éditions Les Ronds dans l'Ô, Paris, France)
- L’Exil d’un Algérien
- Sauvé par l'amour
- La débauche et le déshonneur
- Violences faites aux femmes
- Mes parents ces héros[2]